# Saxo (bier)
Saxo is een Belgisch bier van hoge gisting.
Het bier wordt sinds 1994 gebrouwen in Brasserie Caracole te Falmignoul.
Het is een goudblond bier met een alcoholpercentage van 7,5%. Dit bier bestaat ook in biologische versie.